# Brénod
Brénod är en kommun i departementet Ain i regionen Auvergne-Rhône-Alpes i östra Frankrike. Kommunen ligger  i kantonen Brénod som ligger i arrondissementet Nantua. Kommunens areal är 23,79 km². År 2022 hade Brénod 547 invånare.

## Befolkningsutveckling
Antalet invånare i kommunen Brénod
Referens: INSEE